# Amurfalk
Amurfalk (Falco amurensis) är en liten insektsätande falk. Den häckar i sydöstra Sibirien och norra Kina och övervintrar i södra Afrika.

## Utseende

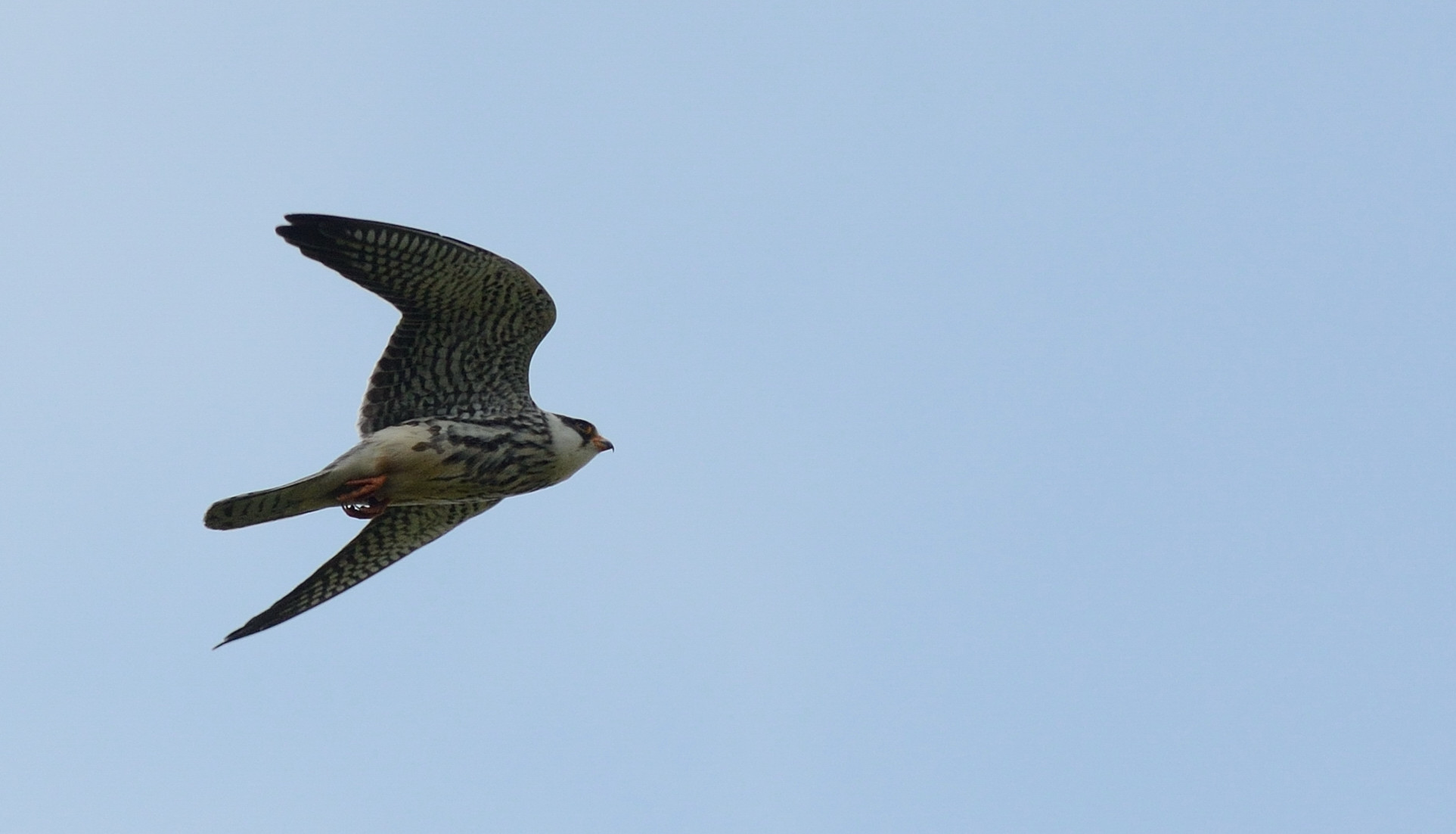
Amurfalkshona i övervintringsområdet i Sydafrika.

Amurfalken har en kroppslängd på omkring 26–30 cm och vingspann på 63–71 cm. Könsdimorfismen är marginell vad gäller längd och vingspann, men märks tydligt på kroppsvikten. Hanar väger omkring 155 gram medan honor väger upp till 180.
Hanen är sotsvart med mörkgrått bröst, ljusgrå till vita undre vingtäckare och rödbrun undergump. Den kan förväxlas med mörk morf av gabarhök, men gabarhökens undergump är mörk och inte rödbrun. Förväxlingsrisk med grå tornfalk och sotfalk finns även, men båda dessa arter har gula ben och gul vaxhud till skillnad från amurfalkens röda. Amurfalken skiljer sig från aftonfalken på vita istället för grå vingundersidor.

## Utbredning och taxonomi
Amurfalken häckar i sydöstra Sibirien, Mongoliet, nordöstra Kina, Nordkorea och norra Sydkorea. Den är en flyttfågel och genomför en för rovfåglar mycket lång och spektakulär flytt som bland annat innebär att de flyger över indiska oceanen från västra Indien till östra Afrika och vidare till dess vinterkvarter som finns i södra Zambia, nordöstra Namibia, Zimbabwe, nordöstra Sydafrika, Lesotho, Botswana och Swaziland. Det finns också rapporter om att den har häckat i Indien vid några enstaka tillfällen. I Europa har den observerats vid 14 tillfällen till och med 2016, bland vid Kalmar flygplats 30 juni 2005. Flest gånger har den setts i Italien.

## Föda
Den äter främst insekter, som exempelvis termiter.

## Status
Amurfalken har beroende på sin spektakulära flytt en mycket stor global utbredning som omfattar någonstans mellan 1 000 000 och 10 000 000 km² och man uppskattar att världspopulationen uppgår till mellan 100 000 och 1 000 000 individer och man anser att populationsutvecklingen är stabil.

## Namn
Namnet kommer av floden Amur som utgör gränsen mellan Ryssland och Manchuriet